# Kirill Streltsov
Kirill Konstantinovitch Streltsov (en russe : Кирилл Константинович Стрельцов), né le 27 février 1996 à Moscou, est un biathlète russe.

## Carrière
Il fait ses débuts internationaux en 2014, aux Championnats du monde jeunesse, où il est notamment sixième de la poursuite. Un an dans la même catégorie d'âge, il gagne deux médailles d'or lors des mondiaux à Raubichi à l'individuel et au relais. En junior, il est deux fois champion du monde junior du relais en 2016 et 2017 et médaillé d'argent du sprint lors de l'édition 2017.
En janvier 2020, il court sa première manche de Coupe du monde à Pokljuka, arrivant 17e à l'individuel. Cet hiver, il est aussi présent sur deux podiums dans l'IBU Cup, dont il prend la troisième place au classement général.

## Vie privée
Il en relation amoureuse avec la biathlète Dzinara Alimbekava.

## Palmarès

### Coupe du monde
- Meilleur classement général : 62e en 2020.
- Meilleur résultat individuel : 17e.

#### Différents classements en Coupe du monde
| 2019-2020 | 37e |  |  | 40e | 62e |

### Championnats du monde junior
- Médaille d'or du relais en 2016.
- Médaille d'or du relais en 2017.
- Médaille d'argent du sprint en 2017.

### Championnats du monde jeunesse
- Médaille d'or de l'individuel en 2015.
- Médaille d'or du relais en 2015
- Médaille d'argent de la poursuite en 2015.

### Championnats d'Europe junior
- Médaille d'argent de l'individuel en 2017.

### IBU Cup
- 3e du classement général en 2020.
- 3 podiums individuels.